# ГЕС J Strom Thurmond
ГЕС J Strom Thurmond — гідроелектростанція на межі штатів Південна Кароліна та Джорджія (Сполучені Штати Америки). Знаходячись після ГЕС-ГАЕС Richard B. Russell, входить до складу каскаду на річці Саванна, яка дренує східний схил Аппалачів та впадає до Атлантичного океану біля міста Саванна.
В межах проекту долину річки перекрили комбінованою греблею Кларк-Хілл висотою 61 метрів, яка включає центральну бетонну частину довжиною 696 метрів (потребувала 803 тис. м3 матеріалу) та бічні земляні ділянки загальною довжиною 1036 метрів (створені із 2,7 млн м3 породи). Гребля утримує водосховище, витягнуте по долині Саванни на 47 км, крім того, затока довжиною 27 км розповсюдилась по долині правого притоку Літтл-Рівер. Площа поверхні резервуару становить від 182 км2 до 290 км2 (під час повені до 318 км2) при об'ємі 2,1 млрд м3 та корисному об'ємі 1,3 млрд м3 (ще 0,48 млрд м3 зарезервовані для протиповеневих заходів).
Через водоводи довжиною по 214 метрів з діаметром 6 метрів ресурс подається до пригреблевого машинного залу. Основне обладнання станції становлять сім турбін типу Френсіс потужністю по 52 МВт, які використовують напір від 36 до 46 метрів. Крім того, існують два допоміжні агрегати по 1 МВт.